# Югорск
Юго́рск — город в Ханты-Мансийском автономном округе — Югре. Население — 38 238 человек (2021). Площадь — 65,217 км².
Расположен в междуречье Эсса и Уха (притоки Конды) в 310 км к западу от Ханты-Мансийска (380 км по автодорогам), в 480 км к северу от Тюмени (1075 км по автодорогам).
Как административно-территориальная единица ХМАО имеет статус города окружного значения. В рамках местного самоуправления образует муниципальное образование город Югорск со статусом городского округа как единственный населённый пункт в его составе.

## Этимология
Возник как посёлок, центр крупного леспромхоза; с 1963 года рабочий посёлок Комсомольский. Название типично для посёлков в районах нового освоения и многократно повторялось в бывшем СССР. В 1992 году преобразован в город и переименован в Югорск. В основе нового названия — исторический топоним Югра или Югорская 3емля — так в русских летописях и исторических документах с XI—XII веков называли территории проживания угорских народов — хантов и манси.

## История

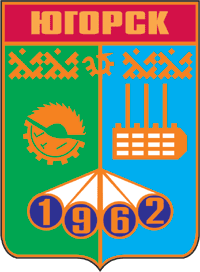
Предыдущий герб Югорска

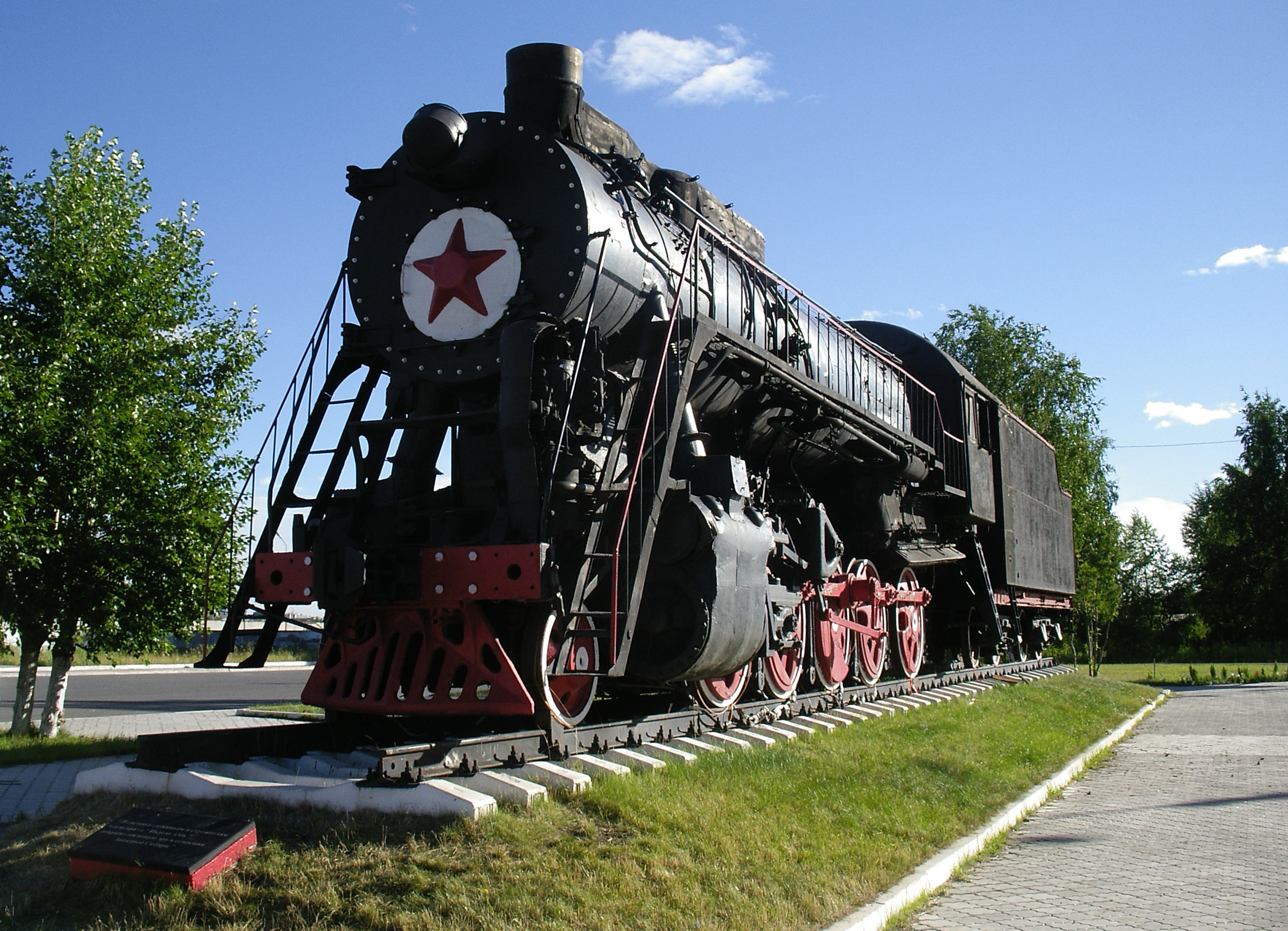
Памятник строителям линии Ивдель — Обь

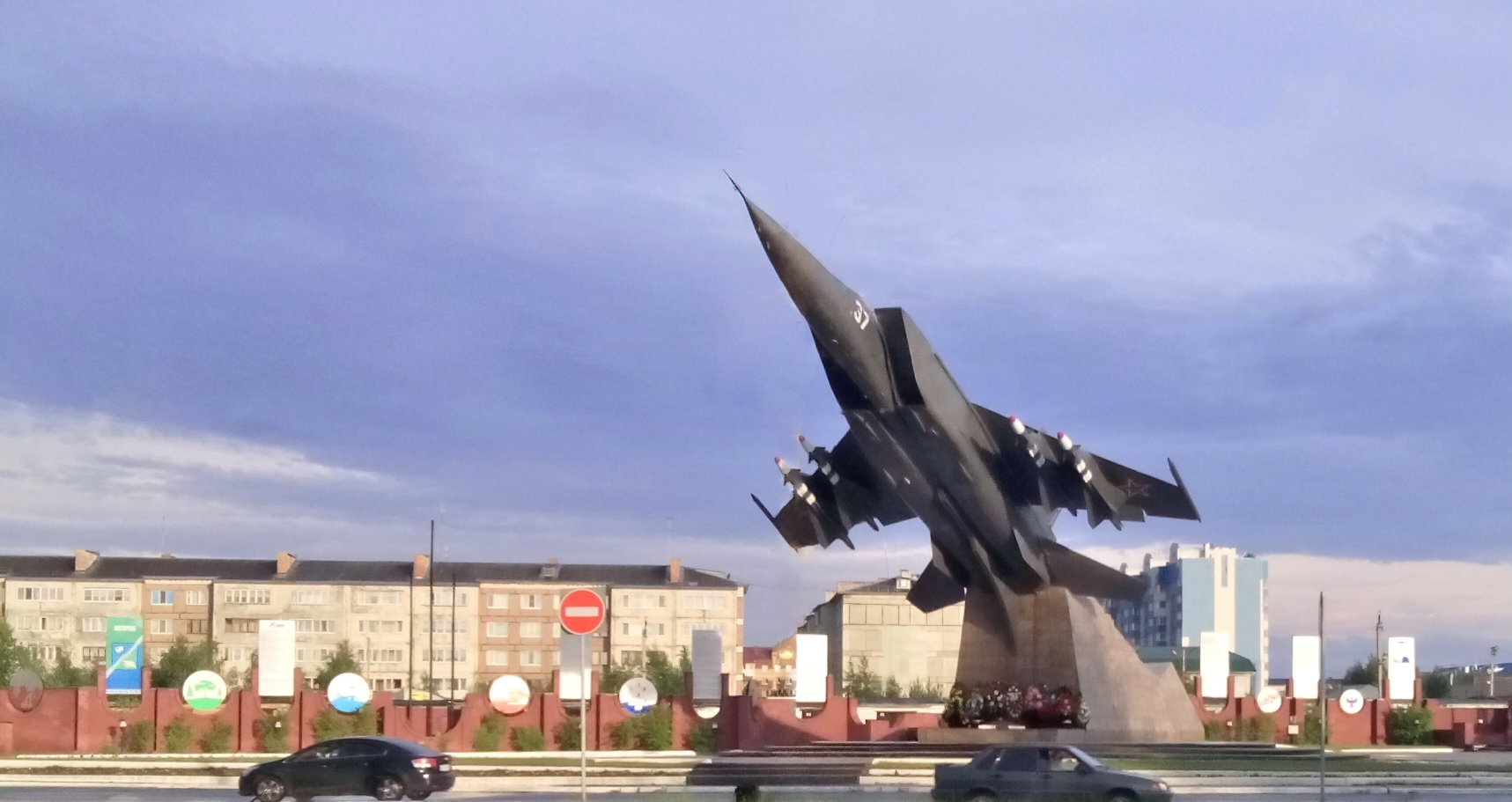
Памятник МиГ-25

В 1962 году при строительстве железной дороги Ивдель — Приобье был основан посёлок Комсомольский (первоначально станция Эсс, позднее — Геологическая), создан леспромхоз.
В 1987 году посёлок занял первое место в округе по благоустройству, а численность населения посёлка превысила 20 тысяч человек. В 1991 году проводился опрос жителей о преобразовании посёлка Комсомольского в город и его переименовании. В 1992 году посёлок получил статус города и был переименован в Югорск.
В наше время город занимает одно из первых мест по уровню экономического развития в Ханты-Мансийском округе.
Главным и градообразующим предприятием города является ООО «Газпром трансгаз Югорск», которое имеет самую большую газотранспортную систему в стране.
В 1996 году в состав города включены посёлок Мансийский и поселение военного гарнизона Комсомольский-2 (в настоящее время Югорск-2).
Ежегодно в первую субботу сентября отмечается день города Югорска. Главным мероприятием празднества является Югорский карнавал.
В городе, как и во всём округе, действует Екатеринбургское время. Разница с Московским временем составляет +2 часа.

## Население
| 1970    | 1979    | 1989    | 1993    | 1998    | 2000    | 2001    | 2002    |
| ------- | ------- | ------- | ------- | ------- | ------- | ------- | ------- |
| 6600    | ↗12 500 | ↗24 900 | ↗26 500 | ↗29 100 | ↗30 100 | ↗30 600 | ↘30 285 |
| 2006    | 2007    | 2008    | 2009    | 2010    | 2011    | 2012    | 2013    |
| ↗31 500 | ↗32 000 | ↗32 400 | ↗32 817 | ↗34 067 | ↗34 161 | ↗34 969 | ↗35 294 |
| 2014    | 2015    | 2016    | 2017    | 2018    | 2019    | 2020    | 2021    |
| ↗35 833 | ↗36 327 | ↗36 734 | ↗37 150 | ↗37 411 | ↗37 422 | ↗37 966 | ↗38 238 |

На 1 января 2025 года по численности населения город находился на 377-м месте из 1124 городов Российской Федерации.

## Экономика
Несмотря на все внешние вызовы – в 2023 году экономика города выстояла, адаптировалась и показывает стабильность. Это подтверждается положительной динамикой основных показателей социально-экономического развития по сравнению с результатами прошлого года:
- рост объемов производства промышленной продукции на 72%;
- рост объемов инвестиций в основной капитал по крупным и средним предприятиям города на 30% (2 млрд. 700 млн. рублей).

80% общего объема инвестиций - это инвестиции «Газпром трансгаз Югорска» — градообразующего предприятия города Югорска.
Увеличилась на 5,5% численность работников крупных и средних организаций (13,4 тыс. чел.) и на 4,8% размер среднемесячной заработной платы (127 тыс. руб. в месяц).
В 2023 году зафиксирован самый низкий уровень безработицы за последние 10 лет - 0,42%.
Благодаря всесторонним мерам поддержки отмечен рост на 3% численности субъектов малого и среднего предпринимательства - 1219 субъектов предпринимательства (+40 субъектов к прошлому году).
Почти на 40% увеличилось количество самозанятых граждан, которые также вносят свой вклад в экономику города - их уже 2 тысячи 219 человек (+603 человек к началу года).

## СМИ
- «Югорский информационно — издательский центр», который включает газету «Югорский вестник», первый номер городской газеты «Югорский вестник» вышел в свет 27 июня 1997 года, городская Телекомпания «Югорск ТВ», Радиоканал «Радио „Дача“».
- Газета «Северный вариант».
- Единый информационный портал «2 ГОРОДА».

### Основные телеканалы
- Первый канал
- Россия-1 / ГТРК Югория
- Пятница / Югорск ТВ
- НТВ
- Пятый канал
- РЕН ТВ / ТРК «Норд»
- Югра
- Россия К

### РадиостанцииFM
УКВ-1 (система OIRT)
- 69,8 МГц — Радио Маяк (Молчит)
- 71,78 МГц — Радио России / ГТРК Югория (Молчит)

УКВ-2 (система CCIR)
- 90,1 МГц — Радио Рекорд
- 100,6 МГц — Радио Шансон
- 101,1 МГц — Радио России / ГТРК Югория
- 101,6 МГц — Русское радио
- 102,1 МГц — Авторадио
- 102,5 МГц — Радио Югра
- 102,9 МГц — Ретро FM
- 104 МГц — Дорожное радио
- 104,4 МГц — Радио Дача
- 105,8 МГц — Европа Плюс
- 106,8 МГц — Норд FM

## Образование и культура
В городе Югорске шесть общеобразовательных организаций:
- Бюджетное общеобразовательное учреждение «Лицей имени Г. Ф. Атякшева»;
- Муниципальное бюджетное общеобразовательное учреждение «Средняя общеобразовательная школа № 2»;
- Муниципальное бюджетное общеобразовательное учреждение «Гимназия»;
- Муниципальное бюджетное общеобразовательное учреждение «Средняя общеобразовательная школа № 5»;
- Муниципальное бюджетное общеобразовательное учреждение «Средняя общеобразовательная школа № 6».
- Частное общеобразовательное учреждение «Православная гимназия преподобного Сергия Радонежского».

Дошкольное образование реализуют 3 отдельных детских сада, дошкольные группы в составе 5 общеобразовательных организаций и 2 индивидуальных предпринимателя. Обеспеченность местами в детских садах на 1 сентября 2019 года составляет 99 %.
В рамках дополнительного образования действует Муниципальное бюджетное образовательное учреждение дополнительного образования «Детско-юношеский центр „Прометей“».
В системе СПО функционирует Югорский политехнический колледж.
В системе подготовки и переподготовки кадров на базе ООО «Газпром трансгаз Югорск» работает Учебно-производственный центр.
Открыты театральный центр «Норд», центр культуры «Югра-Презент», Детская школа искусств, Музей истории и этнографии города Югорска, Централизованная библиотечная система г. Югорска, которая включает две библиотеки — центральную городскую библиотеку им. А. И. Харизовой (модельная библиотека) и центральную городскую детскую библиотеку, а также два дополнительных отдела обслуживания населения.

## Спорт
На спортивной карте России город представлен мини-футбольным клубом «Газпром-Югра», выступающим в Суперлиге. Югорск является наименьшим по численности населения городом, представленным в Суперлиге, при этом югорская команда является многократным призёром чемпионата, и в её составе играют игроки нескольких национальных сборных. Газпром-Югра — обладатель кубка УЕФА 2016 года по мини-футболу, чемпион России сезона 2014/15, 2017/18, 2021/22, 2023/24, а также пятикратный обладатель Кубка России и двукратный обладатель Суперкубка России. Клуб проводит домашние матчи в Дворце спорта «Юбилейный» (ул. Мира/Кирова, 7).
Другие спортивные объекты города:
- Центр Югорского спорта;
- Культурно-спортивный комплекс «Норд»;
- Ледовый дворец.

## Климат
В Югорске преобладает континентальный климат. Город и его округ приравнены к районам Крайнего Севера. Зимы суровые и продолжительные. Тёплое и короткое лето. Самый тёплый месяц июль — средняя температура составляет 17,5 °C, самый холодный месяц январь — средняя температура −16,5 °C. Среднее годовое количество осадков составляет 529 мм.
- Среднегодовая температура воздуха — −0,7 °C
- Относительная влажность воздуха — 74,7 %
- Средняя скорость ветра — 3,1 м/с

| Показатель                            | Янв.  | Фев.  | Март | Апр. | Май | Июнь | Июль | Авг. | Сен. | Окт. | Нояб. | Дек.  | Год  |
| ------------------------------------- | ----- | ----- | ---- | ---- | --- | ---- | ---- | ---- | ---- | ---- | ----- | ----- | ---- |
| Средняя температура, °C               | −16,5 | −15,1 | −8,1 | −2   | 6,7 | 14,5 | 17,5 | 13,4 | 7,0  | −0,4 | −10,9 | −15,1 | −0,7 |
| Источник: NASA. База данных RETScreen |       |       |      |      |     |      |      |      |      |      |       |       |      |

## Транспорт
В городе находится железнодорожная станция Геологическая, которая связывает Югорск с Советским, Ивделем, Краснотурьинском, Серовом, Нижним Тагилом, Пермью, Екатеринбургом, Няганью, Приобьем, Агиришем.
Общественный транспорт города состоит из автобусов и маршрутных такси. По данным на 2023 год стоимость проезда на коммерческих маршрутах составляет 40 рублей.
Из города осуществляются автобусные рейсы в Краснотурьинск, Советский, Екатеринбург, Урай, Сургут, Ханты-Мансийск, Ивдель, Серов, Нижний Тагил.

## Достопримечательности
- Монумент-часовня — это сооружение расположено на площади у фонтана. Рядом с монументом расположены образы восьми святых из цветной смальты.
- Мемориальный комплекс в Югорске-2 — здесь в 1980-х годах был установлен на постамент самолёт ЯК-28П. В 2002 году была открыта мемориальная доска, на которой выгравированы 11 имён погибших лётчиков.
- Скульптура «Мать и дитя» — этот памятник символизирует благополучие семьи, надёжности и семейного счастья. Открытие этой скульптуры состоялось весной 2009 года.